# Prêmio ACIE de Cinema 2007
O Prêmio ACIE de Cinema de 2007 foi a quarta edição do Prêmio ACIE, concedido pela Associação dos Correspondentes de Imprensa Estrangeira no Brasil, a ACIE. A entrega dos troféus ocorreu no Centro Cultural Banco do Brasil, no Rio de Janeiro, reunindo diversos profissionais atuantes no cinema brasileiro.
Nesta edição, foi criada a categoria especial de Homenagem a alguma personalidade da indústria cinematográfica que se destacou. O primeiro homenageado foi Eduardo Coutinho.

## Indicados e vencedores
Os vencedores estão em negrito na tabela abaixo:
| Melhor Filme O Ano em que Meus Pais Saíram de Férias – Caio Gullane, Fabiano Gullane, Cao Hamburger - Anjos do Sol – Luiz Leitão de Carvalho, Juarez Precioso, Rudi Lagemann - O Céu de Suely – Walter Salles, Maurício Andrade Ramos, Hengameh Panahi, Thomas Habërle, Peter Rommel - O Maior Amor do Mundo – Renata Almeida Magalhães | Melhor Direção Beto Brant – Crime Delicado - Cao Hamburger – O Ano em que Meus Pais Saíram de Férias - Karim Ainouz – O Céu de Suely - Rui Guerra – O Veneno da Madrugada                                      |
| Melhor Ator Antônio Calloni – Anjos do Sol como Saraiva - Leonardo Medeiros – O Veneno da Madrugada como Alcaide - Matheus Nachtergaele – Tapete Vermelho como Joaquim Silva "Quinzinho" - Michel Joelsas – O Ano em que Meus Pais Saíram de Férias como Mauro Gadelha                                                                  | Melhor Atriz Hermila Guedes – O Céu de Suely como Hermila/Suely - Fernanda Carvalho – Anjos do Sol como Maria - Juliana Knust – Achados e Perdidos como Flor - Simone Spoladore – Vestido de Noiva como Alaíde |
| Melhor Roteiro Bendito Fruto – Rosane Lima e Sérgio Goldenberg - Cidade Baixa – Sérgio Machado e Karim Ainouz - O Diabo a Quatro – Alice de Andrade, Joaquim Assis, Claudio Macdowell, Pauline Alphen, Jacques Arhex e Jean-Vincent Fournier - Quase Dois Irmãos – Lúcia Murat e Paulo Lins                                             | Melhor Fotografia Estamira – Marcos Prado - Ginga – Raul Fernandez - O Ano em que Meus Pais Saíram de Férias – Adriano Goldman - O Veneno da Madrugada – Walter Carvalho                                       |
| Melhor Documentário Estamira - Ginga - O Dia que o Brasil Esteve Aqui - Soy Cuba | |